# Eta Antliae
Eta Antliae (η Antliae, förkortat Eta Ant, η Ant), som är stjärnans Bayer-beteckning, är en dubbelstjärna i den mellersta delen av stjärnbilden Luftpumpen. Den har en skenbar magnitud på +5,22 och är synlig för blotta ögat där ljusföroreningar ej förekommer. Baserat på parallaxmätningar i Hipparcos-uppdraget på 30,0 mas beräknas den befinna sig på ca 109 ljusårs (33 pc) avstånd från solen.

## Egenskaper
Primärstjärnan Eta Antliae A är en gul till vit stjärna av spektralklass F1 V Den har en massa som är ca 1,6 gånger solens massa, en radie som är ca 1,8 gånger större än solens och utsänder ca 7 gånger mera energi än solen från dess fotosfär vid en effektiv temperatur på ca 7 100 K.
Eta Antliae A har en svag följeslagare separerad med 31 bågsekunder och av skenbar magnitud +11,3. Det är mest sannolikt att detta par bildar en dubbelstjärna.